# Elastica (album)
Albums de Elastica
The Menace
(2000)
Elastica est le premier album d'Elastica, sorti en 1995.

## L'album
Disque d'or aux États-Unis, avec deux titres au Hot 100, Connection et Stutter, l'album emprunte aux Stranglers, à Wire et à Blur, dette que les membres du groupe reconnaîtront plus tard. Derrière le pseudonyme Dan Abnormal se cache en fait Damon Albarn de Blur avec qui la chanteuse du groupe, Justine Frischmann, ex-membre de Suede vit. Il est aussi à noter que Brett Anderson de Suede co-écrit le titre See that animal qui ne figure pas dans la version (originale) anglaise de l'album mais dans la version américaine. 
Waking up est co-crédité avec les Stranglers, pour sa proximité avec leur titre No More Heroes.
L'album atteint la 1re place des charts britanniques et la 66e du Billboard 200. Il fait partie des 1001 albums qu'il faut avoir écoutés dans sa vie. 

### Titres
Tous les titres sont crédités au nom du groupe, sauf mention. 
1. Line Up (3:15)
2. Annie (1:15)
3. Connection (2:22)
4. Car Song (2:24)
5. Smile (1:40)
6. Hold Me Now (2:33)
7. S.O.F.T. (3:59)
8. Indian Song (2:48)
9. Blue (2:23)
10. All-Nighter (1:31)
11. Waking Up (Justine Frischmann, Hugh Cornwell, Jean Jacques Burnel, Dave Greenfield, Brian Duffy) (3:16)
12. 2:1 (2:31)
13. Vaseline (1:20)
14. Never Here (4:27)
15. Stutter (2:23)

## Musiciens
- Justine Frischmann : voix, guitare
- Donna Matthews : voix, guitare
- Annie Holland : basse
- Justin Welch : batterie
- Dan Abnormal (Damon Albarn) : claviers